# Segunda Categoría de Orellana 2018
El Campeonato Provincial de Fútbol de Segunda Categoría de Orellana 2018 fue un torneo de fútbol en Ecuador en el cual compitieron equipos de la provincia de Orellana. El torneo fue organizado por Asociación de Fútbol Profesional de Orellana (AFPO) y avalado por la Federación Ecuatoriana de Fútbol. El torneo empezó el 13 de mayo y finalizó el 15 de julio. Participaron 4 clubes de fútbol y se entregó un cupo al zonal de la Segunda Categoría 2017 por el ascenso a la Serie B, además el campeón del torneo provincial se clasificó a la 1.ª fase de la Copa Ecuador 2018-19.

## Sistema de campeonato
El sistema determinado por la Asociación de Fútbol Profesional de Orellana fue el siguiente:
- Primera etapa: Con los 4 equipos establecidos, fue un todos contra todos ida y vuelta (6 fechas).

- Segunda etapa: Con los 4 equipos establecidos, fue un todos contra todos ida y vuelta (6 fechas), al final del torneo se definió al campeón por medio de la tabla acumulada y el ganador se coronó campeón provincial y clasificó a los zonales de Segunda Categoría 2017 y a la 1.ª fase de la Copa Ecuador 2018-19.

## Equipos participantes
| Equipos participantes                | Equipos participantes | Equipos participantes         |
| ------------------------------------ | --------------------- | ----------------------------- |
|                                      |                       |                               |
| Equipo                               | Ciudad                | Estadio                       |
| Club Deportivo Palma                 | Orellana              | Estadio Federativo de El Coca |
| Club Deportivo Coca                  | Orellana              | Estadio Federativo de El Coca |
| Club Deportivo Estrellas de Orellana | Orellana              | Estadio Federativo de El Coca |
| Anaconda Fútbol Club                 | La Joya de los Sachas | Estadio Julio César Vega      |

## Equipos por cantón
| Cantón                | N.º | Equipos                                                    |
| --------------------- | --- | ---------------------------------------------------------- |
| Orellana              | 3   | - Deportivo Palma - Deportivo Coca - Estrellas de Orellana |
| La Joya de los Sachas | 1   | - Anaconda F. C.                                           |

## Primera etapa

### Clasificación
|  |    | Equipo                | PJ | PG | PE | PP | GF | GC | DG  | PTS |
|  | -- | --------------------- | -- | -- | -- | -- | -- | -- | --- | --- |
|  | 1. | Anaconda F. C.        | 6  | 5  | 1  | 0  | 47 | 1  | +46 | 16  |
|  | 2. | Deportivo Coca        | 6  | 3  | 1  | 2  | 42 | 8  | +34 | 10  |
|  | 3. | Estrellas de Orellana | 6  | 2  | 0  | 4  | 13 | 39 | −26 | 6   |
|  | 4. | Deportivo Palma       | 6  | 1  | 0  | 5  | 5  | 59 | −54 | 3   |

### Evolución de la clasificación
| Equipo / Jornada      | 01 | 02 | 03 | 04 | 05 | 06 |
| --------------------- | -- | -- | -- | -- | -- | -- |
| Anaconda F. C.        | 2  | 2  | 2  | 2  | 1  | 1  |
| Deportivo Coca        | 1  | 1  | 1  | 1  | 2  | 2  |
| Estrellas de Orellana | 4  | 4  | 4  | 4  | 3  | 3  |
| Deportivo Palma       | 3  | 3  | 3  | 3  | 4  | 4  |

### Resultados
| Dep. Palma | 0 - 10 | Anaconda FC           | Federativo | 13 de mayo | 11:00 |
| Dep. Coca  | 13 - 2 | Estrellas de Orellana | Federativo | 13 de mayo | 13:00 |

| Estrellas de Orellana | 2 - 4 | Dep. Palma | Julio César Vega | 20 de mayo | 13:00 |
| Anaconda FC           | 0 - 0 | Dep. Coca  | Julio César Vega | 20 de mayo | 15:00 |

| Dep. Palma            | 0 - 10 | Dep. Coca   | Federativo | 23 de mayo | 13:40 |
| Estrellas de Orellana | 0 - 10 | Anaconda FC | Federativo | 23 de mayo | 19:00 |

| Anaconda FC | 8 - 0  | Estrellas de Orellana | Julio César Vega | 24 de mayo | 15:00 |
| Dep. Coca   | 15 - 0 | Dep. Palma            | Federativo       | 27 de mayo | 11:00 |

| Dep. Palma | 1 - 5 | Estrellas de Orellana | Federativo | 30 de mayo | 17:00 |
| Dep. Coca  | 1 - 2 | Anaconda FC           | Federativo | 30 de mayo | 19ː00 |

| Estrellas de Orellana | 4 - 3  | Dep. Coca  | Federativo       | 3 de junio | 11:00 |
| Anaconda FC           | 17 - 0 | Dep. Palma | Julio César Vega | 3 de junio | 15:00 |

## Segunda etapa

### Clasificación
|  |    | Equipo                | PJ | PG | PE | PP | GF | GC | DG  | PTS |
|  | -- | --------------------- | -- | -- | -- | -- | -- | -- | --- | --- |
|  | 1. | Anaconda F. C.        | 6  | 6  | 0  | 0  | 21 | 0  | +21 | 18  |
|  | 2. | Deportivo Palma       | 6  | 3  | 1  | 2  | 5  | 11 | −6  | 10  |
|  | 3. | Estrellas de Orellana | 6  | 1  | 1  | 4  | 3  | 19 | −16 | 4   |
|  | 4. | Deportivo Coca        | 6  | 1  | 0  | 5  | 11 | 10 | +1  | 3   |

### Evolución de la clasificación
| Equipo / Jornada      | 01 | 02 | 03 | 04 | 05 | 06 |
| --------------------- | -- | -- | -- | -- | -- | -- |
| Anaconda F. C.        | 2  | 1  | 1  | 1  | 1  | 1  |
| Deportivo Palma       | 3  | 2  | 2  | 2  | 2  | 2  |
| Estrellas de Orellana | 4  | 3  | 3  | 3  | 3  | 3  |
| Deportivo Coca        | 1  | 4  | 4  | 4  | 4  | 4  |

### Resultados
| Dep. Coca  | 10 - 0 | Estrellas de Orellana | Federativo | 9 de junio | 17ː00 |
| Dep. Palma | 0 - 5  | Anaconda FC           | Federativo | 9 de junio | 19ː00 |

| Anaconda FC           | 2 - 0 | Dep. Coca  | Julio César Vega | 16 de junio | 12:00 |
| Estrellas de Orellana | 1 - 1 | Dep. Palma | Julio César Vega | 16 de junio | 14:30 |

| Dep. Palma            | 1 - 0 | Dep. Coca   | Federativo | 23 de junio | 14:00 |
| Estrellas de Orellana | 0 - 2 | Anaconda FC | Federativo | 24 de junio | 17:30 |

| Anaconda FC | 3 - 0 | Estrellas de Orellana | Julio César Vega | 30 de junio | 11:30 |
| Dep. Coca   | 0 - 1 | Dep. Palma            | Federativo       | 1 de julio  | 13:00 |

| Dep. Palma | 2 - 0 | Estrellas de Orellana | Federativo | 7 de julio | 10:30 |
| Dep. Coca  | 0 - 4 | Anaconda FC           | Federativo | 8 de julio | 14:30 |

| Estrellas de Orellana | 2 - 1 | Dep. Coca  | Federativo       | 15 de julio | 12:00 |
| Anaconda FC (C)       | 5 - 0 | Dep. Palma | Julio César Vega | 15 de julio | 14:00 |

## Tabla acumulada
|  |    | Equipo                | PJ | PG | PE | PP | GF | GC | DG  | PTS |
|  | -- | --------------------- | -- | -- | -- | -- | -- | -- | --- | --- |
|  | 1. | Anaconda F. C.        | 12 | 11 | 1  | 0  | 68 | 1  | +67 | 37  |
|  | 2. | Deportivo Coca        | 12 | 4  | 1  | 7  | 53 | 18 | +35 | 13  |
|  | 3. | Deportivo Palma       | 12 | 4  | 1  | 7  | 10 | 70 | −60 | 13  |
|  | 4. | Estrellas de Orellana | 12 | 3  | 1  | 8  | 16 | 58 | −42 | 10  |

|  | Campeón anual clasifica a los zonales de Segunda Categoría 2018 y a la 1.ª fase de la Copa Ecuador 2018-19. |

### Campeón
|                                                                                       |
|                                                                                       |
| Anaconda Fútbol Club 6.° título Clasifica a los zonales de la Segunda Categoría 2018. |